# Pauli Pitkänen
Pauli Pitkänen   (Nilsiä, 4 de novembre de 1911 - Siilinjärvi, 28 de setembre de 1941) va ser un esquiador de fons finlandès que va competir durant la dècada de 1930. En el seu palmarès destaquen tres medalles d'or al Campionat del Món d'esquí nòrdic, dues el 1938 i una el 1939.
Va participar en la Guerra d'Hivern i la Guerra de continuació, on va trobar la mort el 28 de setembre de 1941.